# Annuncio pubblicitario
L'annuncio pubblicitario è una qualsiasi comunicazione che mira a promuovere l'acquisto di un prodotto o servizio, spiegandone le qualità e i benefit per l'acquirente. L'annuncio viene veicolato su i più vari media per diffonderne il messaggio in modo mirato a raggiungere i potenziali acquirenti (target).
L'annuncio pubblicitario può anche essere volto a persuadere il target ad adottare un certo comportamento. È questo il caso della pubblicità di utilità sociale che può vertere su temi anche molto diversi. Citiamo, a titolo di esempio, la prevenzione dell'HIV, la sicurezza stradale, il risparmio energetico, la lotta contro la violenza sessuale, contro la pedofilia o contro la droga e così via.

## Storia
La necessità di promuovere la vendita di un prodotto nasce con il commercio stesso. Tuttavia l'annuncio pubblicitario per come oggi lo conosciamo nasce nella seconda metà del 1800, come diretta conseguenza di una serie di fattori e di trasformazioni sociali: la Rivoluzione industriale, la produzione industriale di massa, i movimenti di conurbazione determinati dal progressivo abbandono del lavoro nei campi, l'allargarsi dell'alfabetizzazione e di un maggior benessere economico a più ampie fasce della popolazione, i cambiamenti e le rivoluzioni sociali e politiche.

### I primi manifesti
Il 1800 è un'epoca storica disseminata da movimenti politici e rivoluzionari. Proprio da questi nasce, in modo semiclandestino, la prima forma di annuncio comunicativo di massa: il manifesto.
Gli aderenti ai movimenti rivoluzionari non hanno infatti accesso alla stampa legale, che in quel periodo è censurata e strettamente controllata. Non possono quindi pubblicare libri. Iniziano ad affiggere, clandestinamente e di notte, semplici grandi fogli sui muri, attaccati alle pareti con la colla.
Questi primi manifesti ereditano lo stesso impianto grafico dei libri di cui erano, fondamentalmente, un estratto. Prevale il testo centrato, ad epigrafe, e in un primo tempo le immagini sono assenti. Successivamente compaiono vignette satiriche, mentre il testo comincia a ridursi per garantire un maggior impatto visivo e una comunicazione più rapida. Si fa strada uno stile più moderno, dove titoli forti si affiancano ad immagini che intendono emozionare e coinvolgere.
Nasce quindi il manifesto politico, un filone importante della comunicazione di massa che continuerà fino ai giorni nostri, modificandosi secondo il gusto e seguendo i cambiamenti delle società.

### I grandi magazzini e le prime pubblicità
La seconda metà del 1800 vede una serie di importanti e sofferte trasformazioni sociali. La borghesia investe i propri capitali nell'industria che, a seguito del rapido susseguirsi di scoperte tecnologiche, modifica la fisionomia della produzione di beni e del commercio stesso. Nascono le grandi fabbriche presso i grandi centri urbani.
Per conseguenza grandi masse di persone si trovano a spostarsi dalle campagne alle città che si espandono a ritmo impressionante. Nel 1801, ad esempio, Londra conta circa 1 milione di abitanti. Alla fine del secolo 6,5 milioni.
Questo processo innesca una serie di trasformazioni nei rapporti tra persona e persona, tra classe e classe, tra le persone e l'ambiente. Nascono o si strutturano le grandi linee di trasporti, i servizi e le comunicazioni. Nelle grandi riprogettazioni urbanistiche le facciate di interi quartieri si uniformano, gli arredi si semplificano e si moltiplicano i luoghi di ritrovo e di svago pubblico.
Esplode il commercio che, in un clima di forte concorrenza, modifica abitudini di consumo, mode, oggetti di uso quotidiano. Si moltiplicano i negozi e nascono i primi grandi magazzini: a Parigi aprono Au Bon Marché nel 1852, Le Printemps nel 1865 e La Samaritaine nel 1869. A New York Macy's nel 1858, a Bruxelles A L'Innovation nel 1901, a Londra Harrods nel 1901, a Milano il Magazzino Contratti nel 1903. Altri ancora a Chicago e a Berlino.
Con i grandi magazzini le persone cominciano a diventare massa di consumatori e nel clima di crescente spersonalizzazione e grande concorrenza diventa indispensabile attrarre la loro attenzione. Cresce l'elemento spettacolare del commercio e gli esercizi commerciali avvertono la necessità di dotarsi di una immagine definita, con un carattere distintivo, prima con insegne e vetrine, poi con annunci stampa sulle riviste e con manifesti affissi per strada.

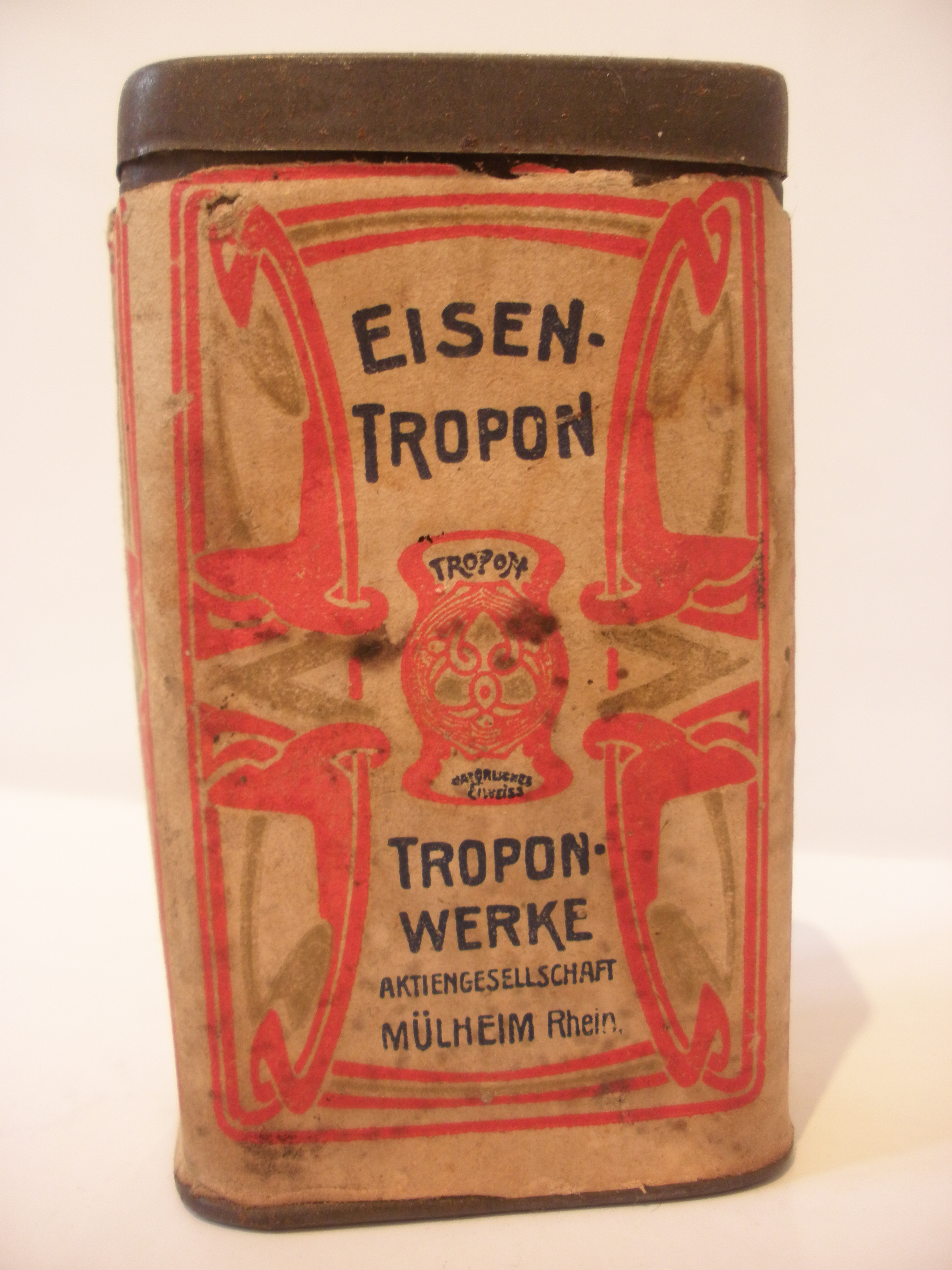
Il packaging di Tropon.

Nel 1898 viene pubblicato uno dei primi esempi di comunicazione integrata, in pieno stile Art Nouveau. Henry van de Velde disegna per l'azienda di Colonia Tropon non soltanto la locandina pubblicitaria, ma anche il packaging per diversi formati di confezione. Il prodotto viene rappresentato e promosso da un impianto comunicativo, che viene declinato su più mezzi (locandina pubblicitaria, packaging, etichette, materiale sul punto vendita). Nasce la pubblicità per come la intendiamo oggi.

## Evoluzione dello stile
L'annuncio pubblicitario cambia nello stile e nella composizione degli elementi visivi al cambiare delle mode, delle necessità e dei progressi delle tecnologie di stampa e di comunicazione. Riassumiamo di seguito brevemente i tratti distintivi dei vari periodi.

### Arts and Crafts, Nieuwe Kunst, Art Nouveu
Sono 3 movimenti che si compenetrano uno con l'altro. Alcune caratteristiche, quindi, si ritrovano in ciascuno o passano dai primi due al terzo.
È inoltre necessario tenere presente che Art Nouveau, Liberty, Stile Floreale, Jugendstil e altri ancora sono denominazioni diverse per le varie manifestazioni nazionali dello stesso stile artistico. Questo stile attraversa in modo trasversale i paesi dell'occidente (Stati Uniti inclusi), con uno scarto di pochi anni da una nazione all'altra e rimane per diverso tempo un modello di comunicazione dominante nella vita quotidiana.
Il movimento Arts and Crafts ha luogo in Inghilterra all'incirca tra il 1860 e il 1890.
Si caratterizza per una strenua opposizione alla produzione industriale massificata, la rivalutazione della qualità formale dell'artigianato, l'esaltazione della figura dell'artista artigiano, l'abolizione della differenza tra arte accademica (nobile e superiore) e arte utile (inferiore alla prima).
Questo punto è particolarmente rilevante: permetterà infatti un progressivo staccarsi del design grafico (e successivamente dell'art direction) dall'arte pittorica pura per diventare un'arte autonoma, con i suoi propri stilemi estetici, i suoi personaggi di spicco, le sue scuole e correnti, la sua storia. Permette inoltre una progressiva democratizzazione di questa forma d'arte, che si rende autonoma dalle accademie e si lega al commercio e ai suoi cambiamenti repentini.
L'Arts and Craft spredica una sostanziale spinta verso la semplificazione dell'immagine. Viene rigettata la pesante opulenza degli ornamenti, a favore di uno stile pur sempre ornato, ma che si rifà agli elementi naturali (piante e fiori) o a pattern geometrici. È molto forte l'influenza dello stile giapponese.
La linea assume importanza e diventa molto più espressiva che in precedenza. Questo è particolarmente evidente nelle illustrazioni dell'inglese Aubrey Beardsley (1872-1898): essenziali, bidimensionali, iconiche, basate sulla potenza espressiva della linea nera curvilinea su sfondo bianco, fortemente influenzate dall'arte giapponese, prive di quella mania, tipicamente occidentale, che porta a riempire ossessivamente ogni spazio vuoto.
L'influenza di Beardsley passa agli statunitensi Will Bradley (1868-1962) e Edward Penfield (1866-1925), insieme alle influenze tipiche dell'Art Nouveau.
In particolare i molti manifesti commerciali di Bradley presentano figure singole, bidimensionali, sfondi uniformi dai colori piatti, contrasti cromatici, stilizzazioni estreme. Il lettering dei titoli è moderno, impattante, con una forte riduzione o assenza dei testi. Nella composizione c'è spesso asimmetria degli elementi e tensione dinamica. Tutte caratteristiche funzionali a una comunicazione basata sull'immediatezza e sulla codifica "con una sola occhiata" tipiche della successiva produzione pubblicitaria.
L'influsso inglese passa nei Paesi Bassi con la Nieuwe Kunst. Questa corrente è influenzata dall'arte giapponese e da quella dell'isola di Giava, al tempo colonia olandese. Dal punto di vista dello stile pubblicitario è importante ricordare come la Nieuwe Kunst faccia uso di un lettering moderno nella concezione, anche se non nella scelta tipografica vera e propria. I titoli dei manifesti sono parte integrante dell'aspetto visivo. L'immagine e il testo, cioè, non sono entità distinte che si trovino a convivere quasi per caso nello stesso perimetro (il manifesto). Sono una cosa sola. Questo è particolarmente evidente nella locandina pubblicitaria del 1925 dello Delftsche Slaolie per mano di Jan Toorop (1858-1928).

### Art Nouveau
L'Art Nouveau caratterizza la nuova cultura urbana e commerciale della fine del 1800 e dell'inizio del 1900, fino alla prima guerra mondiale. È un'arte di massa, diretta a un pubblico sempre più vasto. Le principali caratteristiche di rilievo per la comunicazione pubblicitaria sono:
- il ricorso sistematico ai mezzi di comunicazione di massa: manifesti, cinema, riviste.
- la declinazione integrata su più mezzi di un medesimo messaggio di comunicazione grafica o pubblicitaria (manifesti, cartoline, packaging, punto vendita)
- la ricca produzione di ottimi manifesti pubblicitari, creati da artisti di grande rilievo
- il proliferare di riviste illustrate, su cui trovano sempre più spazio annunci pubblicitari
- l'immediatezza della comunicazione, affidata a un sapiente uso della linea e dell'immagine iconica
- l'integrazione armoniosa di testo e immagine, che sancisce la fine della dipendenza dell'annuncio pubblicitario dal suo antenato, il libro
- il ricorso alle nuove tecnologie di stampa o alle loro modernizzazioni: xilografia, fotolitografia, litografia, fotografia, Monotype, Linotype. Nuove tecniche che permettono un sistematico ricorso al colore, usato spesso in grandi campiture e con contrasti cromatici
- la commistione di influenze e discipline artistiche diverse, vissute e sviluppate sempre più al di fuori dal tradizionalismo dell'accademia

L'Art Nouveau in tutte le sue varianti è caratterizzata prima di tutto dalla potenza espressiva della linea, che è intesa come linea "naturale", sinuosa e curvilinea, mutuata dalle forme naturali: è la cosiddetta linea a colpo di frusta.

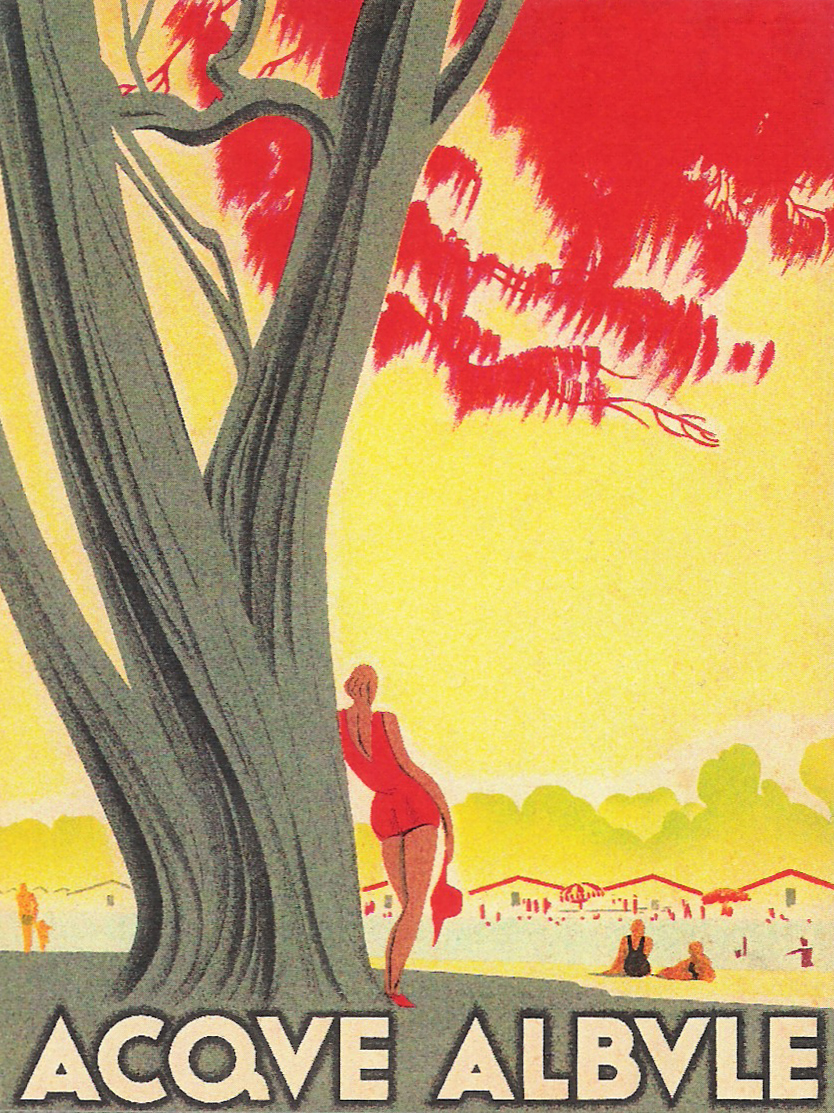
Manifesto per le acque di Tivoli in Stile Floreale, che evidenzia la linea sinuosa, tipica di questo stile.

L'Art Nouveau si esprime con particolare ricchezza di risultati con il mezzo del manifesto e la lista di artisti da ricordare sarebbe molto lunga. Tra i molti grandi designer del manifesto in questo periodo è doveroso citare: i francesi Henri de Toulouse-Lautrec, Jules Chéret, Eugène Grasset, Théophile-Alexandre Steinlein e il cecoslovacco Alphonse Mucha. Il belga Henry van de Velde. Gli italiani Leopoldo Metlicovitz, Franz Laskoff, Aleandro Terzi, e soprattutto Enrico Sacchetti, Marcello Dudovich e Leonetto Cappiello. I tedeschi Thomas Theodor Heine, Lucian Bernhard, Hans Erdt e soprattutto Ludwig Hohlwein.

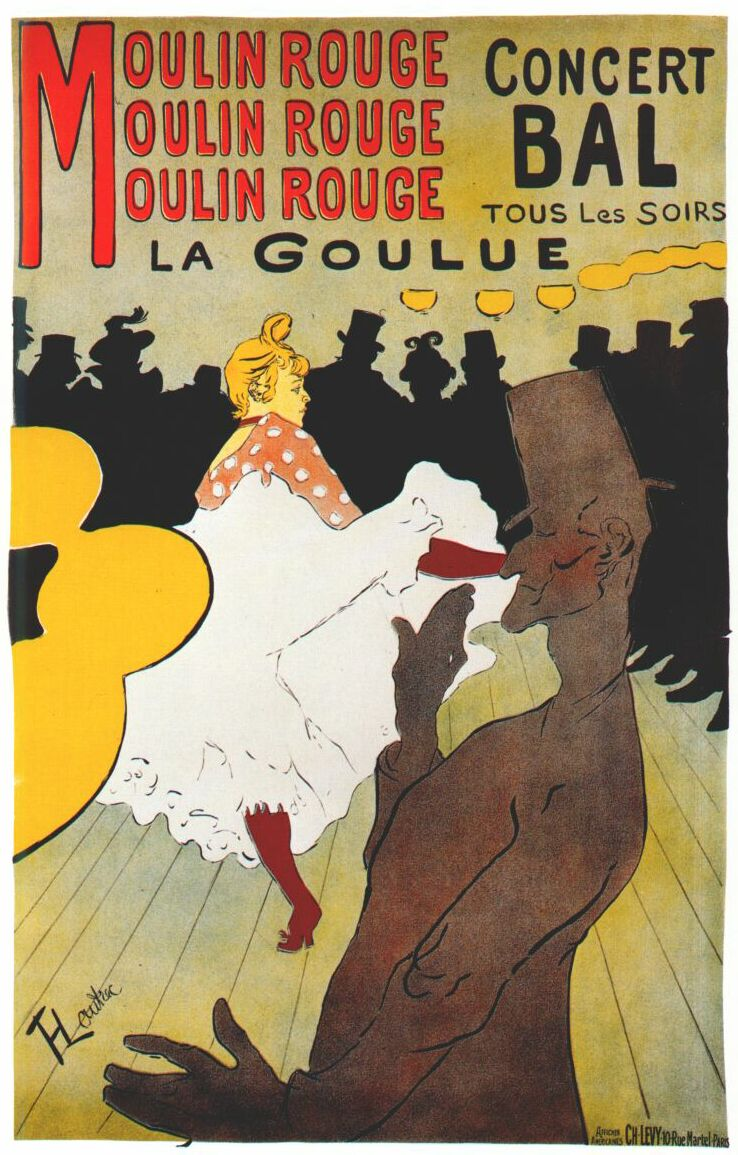
Il famoso manifesto di Henry de Toulouse-Lautrec per il Moulin Rouge

### Peter Behrens, AEG e la nascita della Corporate Identity
La sinuosità della curva, l'ornamento, il ricorso all'immagine illustrata, ma pur sempre realistica e una certa ricorrente frivolezza di stile segnano il limite dello stile Art Nouveu. Lo stile pubblicitario comincia a cambiare assecondando le necessità industriali già con i manifesti e gli stampati di Peter Behrens per AEG, verso il 1910.
Behrens è un artista di origine Jugendstil che, quando AEG lo contatta, ha già iniziato a mettere in discussioni alcuni tratti del movimento all'interno della riflessione sulla arte-industria che nasce dal Deutscher Werkbund.
L'Allgemeine Elektricitæts Gesellschaft contatta Behrens nel 1907, sotto la direzione illuminata di Emil Rathenau. L'incarico non ha precedenti nella storia del design: a Behrens viene chiesto di progettare ogni singola parte dell'identità visiva del gruppo AEG. Logotipo, font, immagine coordinata, ogni applicazione della pubblicità su ogni possibile mezzo, punto vendita incluso, e tutto il below the line, ovvero le pubblicazioni e i cataloghi relativi alla ditta e ai prodotti. Oltre a ciò Behrens viene incaricato anche di progettare i prodotti (dai ventilatori alle turbine), i corpi di fabbrica, gli edifici per gli operai.
È il primo progetto, colossale, di corporate identity. Gli annunci pubblicitari e la loro declinazione sui punti vendita si staccano nettamente dall'Art Nouveau: gli elementi sono disposti su una griglia grafica precisa e modulare che impone ordine, movimento e proporzione. Lo stile non fa alcun riferimento alla figura umana. Il prodotto, fotografico e non più illustrato, spicca in un impianto chiaramente derivato dall'architettura.
Il progetto-esperimento AEG è fondamentale nella storia dell'annuncio pubblicitario e del design grafico perché stabilisce un modus operandi che si radicherà nei decenni a venire e che caratterizza la comunicazione occidentale moderna: l'immagine aziendale deve presentare caratteristiche univoche, che emergano chiaramente sui vari mezzi e deve venire declinata coerentemente su tutti i supporti, inclusi tutti i mezzi pubblicitari.

## La campagna pubblicitaria
La veicolazione dell'annuncio pubblicitario sui mezzi prescelti costituisce la campagna pubblicitaria.
La scelta dei mezzi per la campagna pubblicitaria è strettamente legata alla natura del prodotto o servizio, alle abitudini dei potenziali acquirenti e alle disponibilità economiche del cliente. I mezzi cambiano e si evolvono: se alle origini l'annuncio pubblicitario era esclusivamente stampato, oggi sono disponibili una pluralità di mezzi.
I mezzi di diffusione di un annuncio pubblicitario oggi sono: l'affissione, la stampa, la radio, la televisione, il web e con esso i social network, il mailing. L'annuncio pubblicitario può venire diffuso anche tramite i materiali per il punto vendita quali espositori di prodotto, totem, cartoline, rotair, piccole pubblicazioni come folder (pieghevoli) e flyer (volantini). Recentemente si è affiancata, ai mezzi tradizionali, la famiglia variegata delle azioni di guerrilla pubblicitaria. La diffusione di smartphone e tablet sta aprendo, inoltre, nuove prospettive di comunicazione.
È molto frequente che vengano scelti più mezzi per promuovere efficacemente il prodotto. Quale che sia il mezzo scelto la campagna pubblicitaria può essere internazionale, nazionale o locale, a seconda delle esigenze e delle disponibilità finanziarie del cliente (budget).
La campagna può venire declinata in momenti di rivelazione del prodotto o servizio diversi. Si parla in questo caso di campagna teaser, dall'inglese to tease: stuzzicare. È teaser una campagna pubblicitaria dove l'annuncio non svela interamente il messaggio, creando quindi curiosità e attesa. Questa curiosità può contribuire ad alzare il livello dell'attenzione del target, davanti alla campagna rivelazione, che è successiva alla teaser.

### Campagna affissione
Può essere interna, esterna e/o dinamica. Nell'affissione interna i manifesti o le locandine vengono esposti in spazi privati, usualmente all'interno di edifici o uffici. Nell'affissione esterna gli annunci vengono affissi negli appositi spazi posizionati lungo le strade o nei luoghi pubblici, come le stazioni dei treni e della metropolitana, gli aeroporti. Nell'affissione dinamica manifesti e locandine vengono affissi negli appositi spazi dedicati sui mezzi pubblici, come tram, autobus e metropolitane.

### Campagna stampa
L'annuncio pubblicitario, opportunamente declinato, viene stampato in vari formati su quotidiani, riviste, allegati, e all'incirca ogni altra possibile forma del mezzo stampa. La campagna stampa può svolgersi su stampa generalista, ad esempio pubblicando su un quotidiano come La Stampa, oppure su riviste specializzate e dedicate ad un determinato argomento. In questo ultimo caso si parla di campagna stampa di settore.

### Campagna radio
L'annuncio viene declinato per il mezzo radio, con l'intervento di speaker e l'eventuale aggiunta di musica o jingle. Viene quindi diffuso in determinate fasce orarie e con una data frequenza di passaggi/ora.

### Campagna televisiva
Il concept dell'annuncio viene esplicitato con un filmato, solitamente di 30, 20 o 15 secondi. È raro che uno spot pubblicitario su televisione nazionale superi questa lunghezza a causa dei costi decisamente alti. È frequente che vengano prodotte due versioni dello spot: quella di 30 secondi, più coinvolgente e narrativa e quella di 15 secondi, che riassume e ricorda la prima.

### Campagna web/social
L'annuncio viene declinato in vari formati di banner animati o statici e veicolato su siti, portali, motori di ricerca e social network. Più complesso è l'inquadramento dell'annuncio sui social network, dove la tendenza è di veicolare il messaggio grazie all'interazione diretta con gli utenti o con la viralizzazione.

### Campagna mailing
L'annuncio viene veicolato direttamente alla persona, a mezzo posta. Un termine frequentemente usato per definire il mailing è buca-buca, poiché l'annuncio viene messo nella buca delle lettere del potenziale acquirente.

### Campagna sul Punto Vendita
Prevede la declinazione dell'annuncio pubblicitario su tutti i mezzi di comunicazione tipici dei punti vendita: espositori pubblicitari, locandine, rotair, piccoli stampati, spesso distribuiti da standiste o promoter.

### Campagna guerrilla
È una vasta famiglia di azioni che non rientrano in nessuna delle categorie precedenti e che, di solito, coinvolgono spazi o situazioni dove non ci si aspetta di trovare una comunicazione pubblicitaria.
La pubblicità guerrilla mostra frequenti contaminazioni mutuate dall'arte contemporanea da correnti quali la Pop Art, la Performance Art o da autori dalle produzioni fortemente iconiche come Jeff Koons o Claes Oldenburg.
Nella campagna guerrilla l'annuncio viene declinato rispetto al mezzo di diffusione del messaggio: la differenza rispetto alle campagne tradizionali è che il mezzo può essere, ad esempio, una piazza vuota o un vagone di metropolitana. Si parla in questi casi di pubblicità ambient. Sono anche frequenti azioni di interazione diretta con il pubblico mirate a stupire e, quindi, a far rimanere nella memoria delle persone un dato prodotto, servizio o brand. Un esempio sono i flash mob.
Per meglio capire cosa si intende con guerrilla pubblicitaria è utile citare alcuni esempi:
- Campagna guerrilla basata su performance: Nestlé per l'acqua minerale Contrex; dimagrire non deve essere noioso[1]
- Campagna guerrilla sociale basata su installazione: SNCF; non esiste una piccola maleducazione[2].
- Campagna guerrilla sociale con azione basata su Punto Vendita: Nobody's Child Foundation; bambino al sicuro sul web[3]. Questa campagna ha vinto il bronzo per la categoria Ambient media al Festival Internazionale della Creatività Leoni di Cannes, nel 2011.